# Gevgelija
Gevgelija (en macédonien : Гевгелија ) est une commune et une ville du sud-est de la Macédoine du Nord. La commune comptait 21 582 habitants habitants en 2021 et s'étend sur 485 km2. La ville en elle-même compte 15 156 habitants habitants, le reste de la population étant réparti dans les villages alentour. Gevgelija se trouve sur le Vardar et c'est le principal point de passage entre la Grèce et la Macédoine du Nord puisqu'elle est traversée par l'autoroute et la voie ferrée qui relient Skopje à Thessalonique. Gevgelija est connue d'une part pour ses nombreux casinos qui lui valent le surnom de « Las Vegas macédonien » et d'autre part pour les drames liés à la crise migratoire en Europe.
Son territoire est limitrophe de ceux des communes de Kavadarci, Demir Kapija, Valandovo et Bogdanci ainsi que de la Grèce.

## Géographie

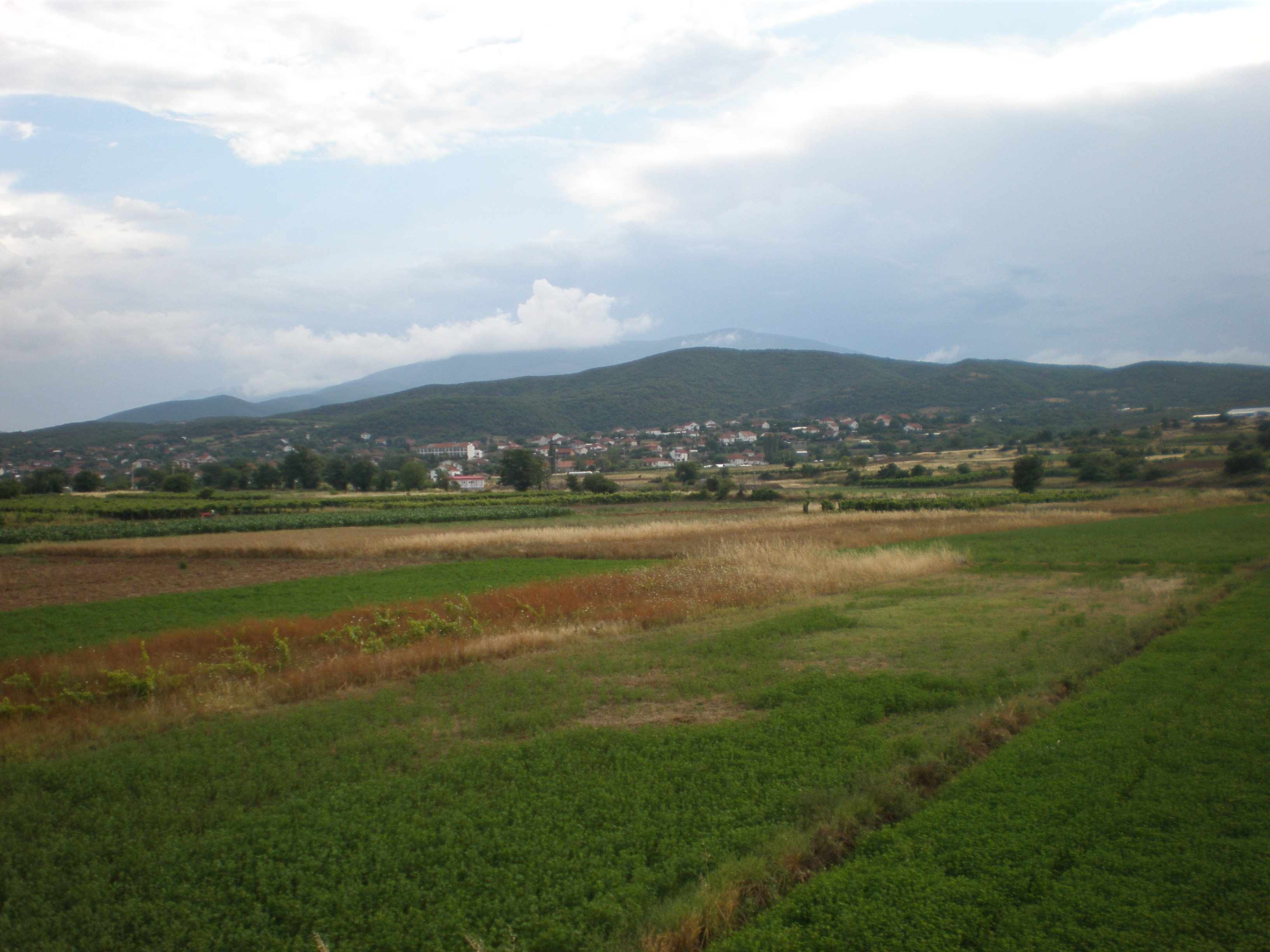
Paysage de la commune près de Miravtsi.

La commune de Gevgelija s'étend sur la vallée du Vardar, orientée du nord au sud et son territoire est majoritairement constitué de petites collines formées par l'activité tectonique et l'érosion. La plus haute de ces collines culmine à 88 mètres d'altitude, tandis que le point le plus bas du territoire est à 45 mètres d'altitude. Ce dernier point correspond au franchissement de la frontière grecque par le Vardar. Les forêts couvrent 28 350 hectares, tandis que les pâturages couvrent 2 652 hectares et les terres cultivées, 7 800 hectares. Gevgelija jouit d'un climat méditerranéen.
La commune est soumise à une forte activité sismique et le dernier grand tremblement de terre s'est déroulé en 1931. En 1990, un séisme de magnitude 5,6 sur l'échelle de Richter a toutefois eu lieu, son épicentre se trouvant à 25 kilomètres au sud de la ville.
En plus de la ville de Gevgelija, la commune comprend les villages de Bogoroditsa, Gabrovo, Davidovo, Kovanets, Konsko, Moïn, Miletkovo, Miravtsi, Mrzentsi, Negortsi, Novo Konysko, Petrovo, Prdeytsi, Sermenin, Smokvitsa et Houma.

## Histoire
Gevgelija est une ville jeune puisqu'elle ne s'est développée qu'au milieu du XIXe siècle. C'est alors une étape pour les commerçants ottomans et elle compte de nombreuses auberges. En 1873, la ligne ferroviaire qui relie Thessalonique à Skopje est construite et en 1886, la ville reçoit des fonctions administratives. L'industrie se développe surtout entre 1860 et 1912 et s'ajoute aux activités agricoles traditionnelles.

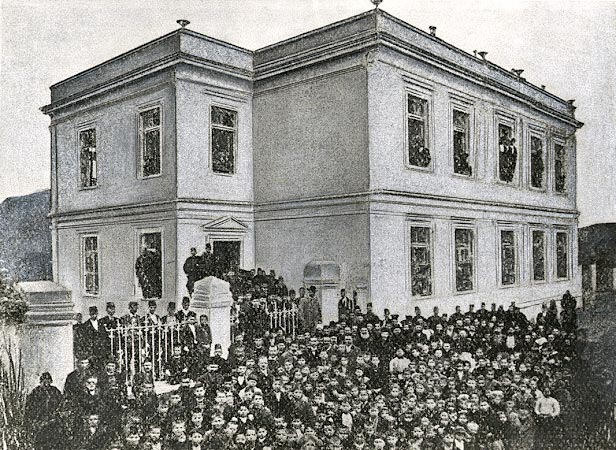
L'école grecque de Gevgelija vers 1900.
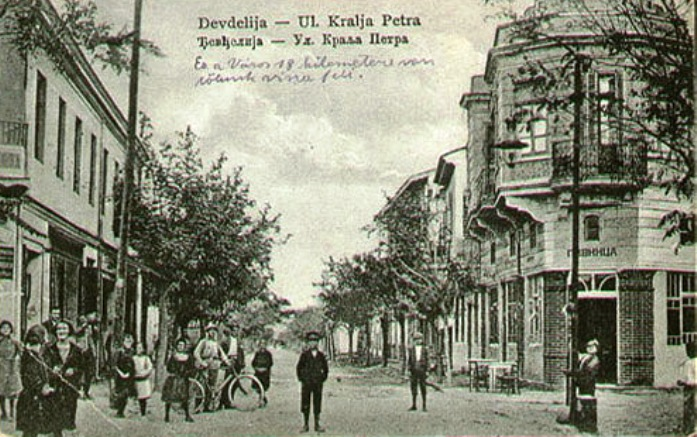
La ville au début du XXe siècle.

## Administration

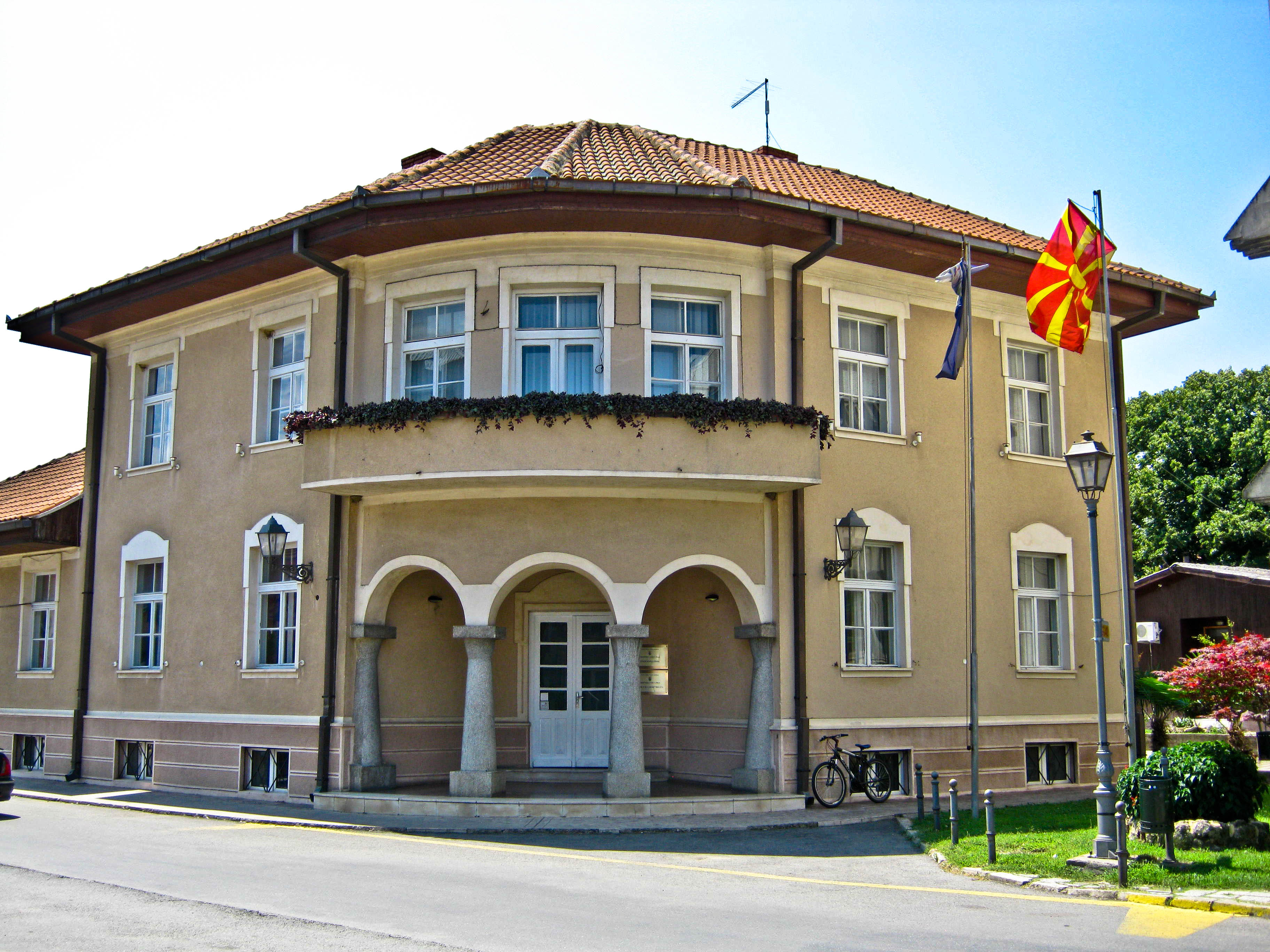
La mairie.

La commune est administrée par un conseil municipal élu au suffrage universel tous les quatre ans. Il adopte les plans d'urbanisme, accorde les permis de construire, planifie le développement économique local, protège l'environnement, prend des initiatives culturelles et supervise l'enseignement primaire. Il compte 19 conseillers municipaux.
Le pouvoir exécutif est détenu par le maire, lui aussi élu au suffrage universel. Depuis les élections municipales de 2021, le maire de Gevgelija est Andon Saramandov, membre de VMRO-DPMNE.

## Démographie
Lors du recensement de 2002, la commune n'avait pas les mêmes limites qu'aujourd'hui, puisqu'en 2003, celle de Miravtsi, plus petite, lui fut rattachée. Ensemble, elles comptaient :
- Macédoniens : 22 260 (96,82 %)
- Serbes : 365 (1,60 %)
- Valaques : 214 (0,93 %)
- Turcs : 31 (0,14 %)
- Roms : 13 (0,06 %)
- Albanais : 8 (0,03 %)
- Bosniaques : 4 (0,02 %)
- Autres : 93 (0,40 %)

## Économie

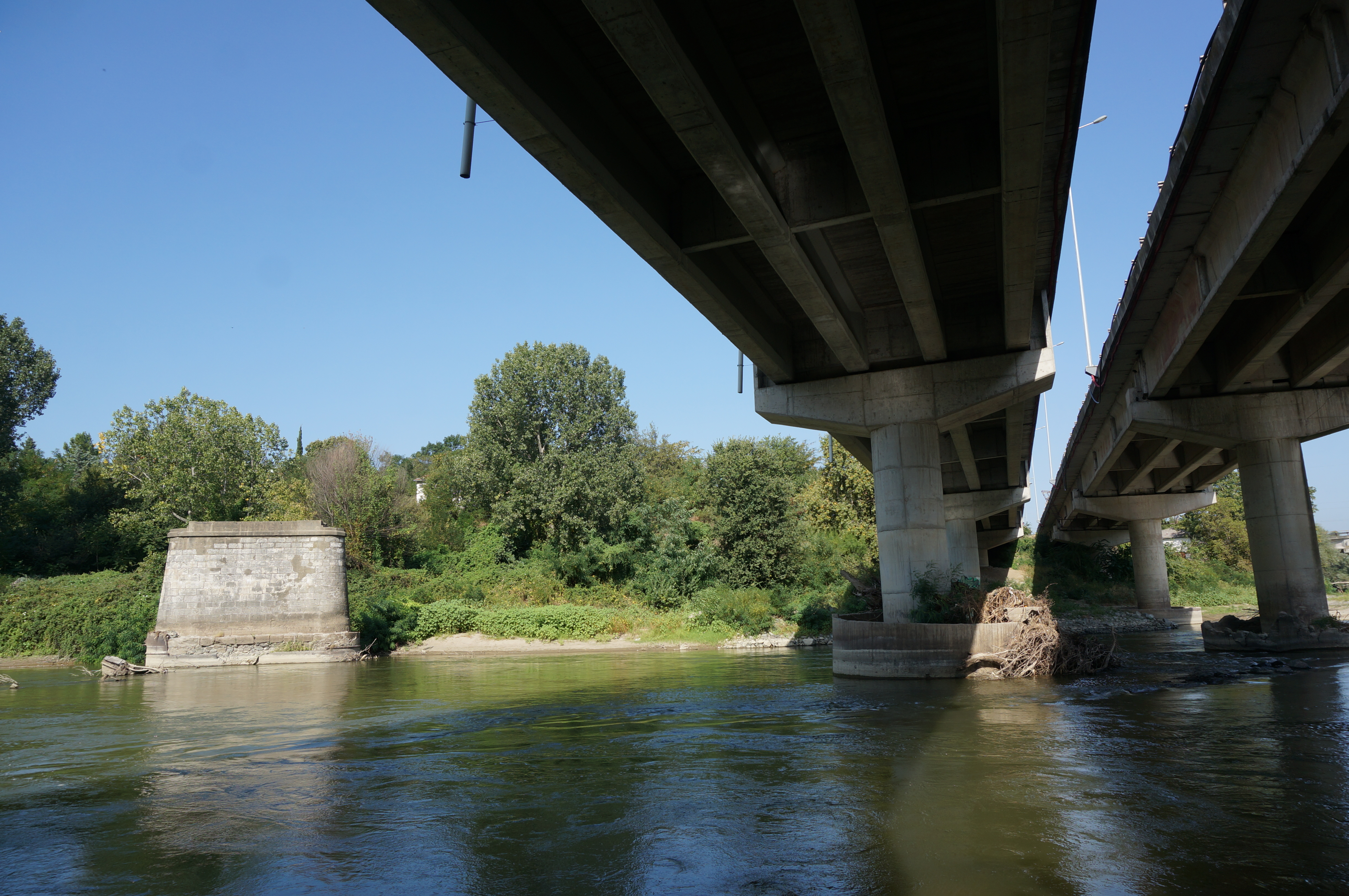
Pont franchissant le Vardar.

Gevgelija profite beaucoup de sa situation sur l'autoroute qui traverse les Balkans du nord au sud et de nombreuses entreprises grecques s'y installent, profitant des prix dérisoires des terrains et de la main d'œuvre ainsi que de la stabilité économique macédonienne. La ville compte aussi plusieurs grands hôtels de standing, comme un Sheraton et un California Resort, et un grand nombre de casinos. Il existe également plusieurs projets d'établissements thermaux.

## Culture
La commune comprend quelques sites archéologiques, comme Vardarski Rid. Cette colline est située à proximité de la ville et sa situation en surplomb du Vardar en fait un lieu privilégié pour se défendre et se protéger des inondations. Le site a été occupé de la Préhistoire au Moyen Âge et présente une superposition complexe de vestiges de nombreuses époques différentes.
La ville de Gevgelija en elle-même est récente et ne compte que de rares édifices anciens, construits au XIXe siècle. Il s'agit de quelques immeubles ainsi que d'un hammam et des églises de l'Ascension et Saint-Cyrille-et-Méthode.

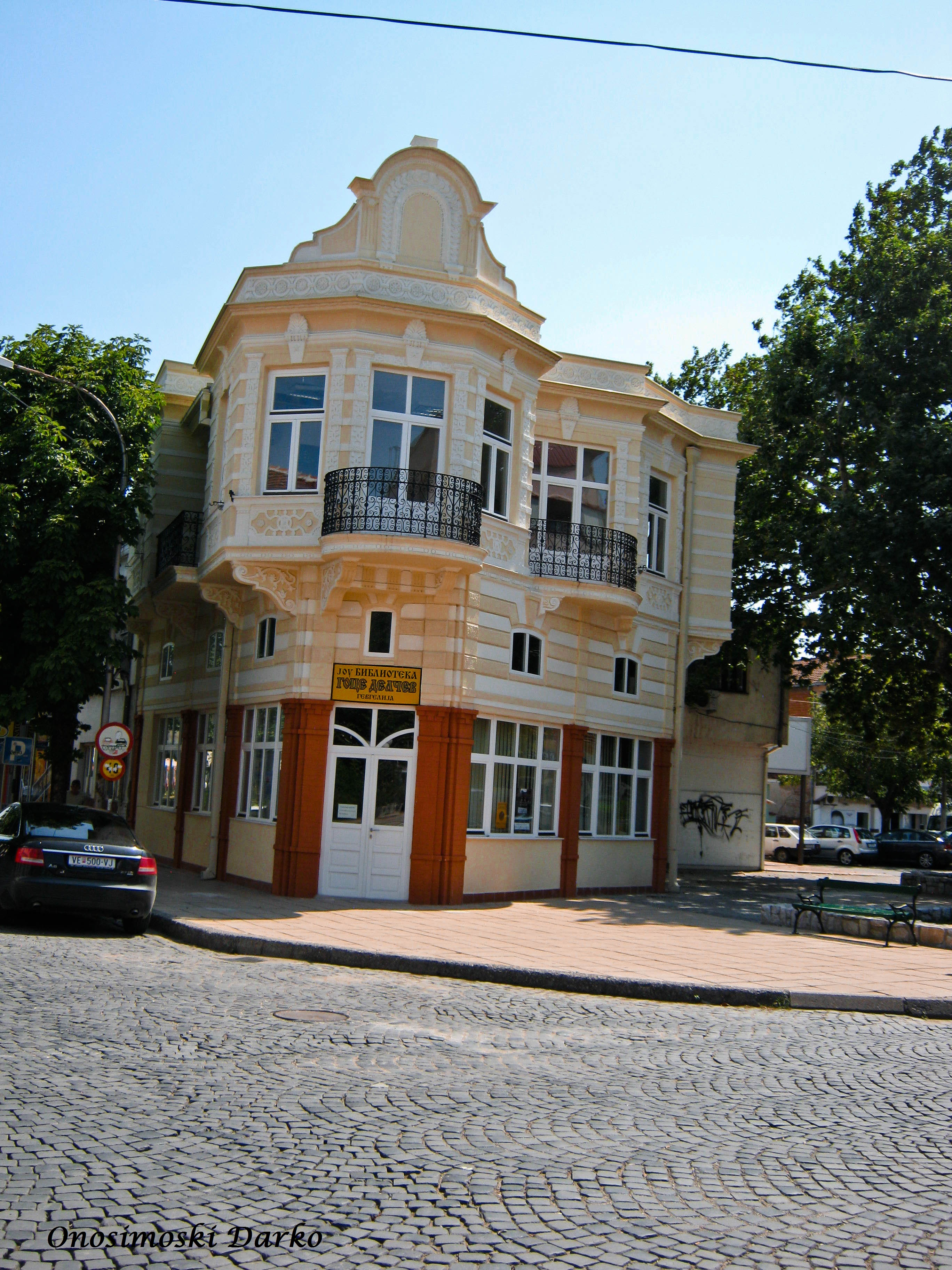
La bibliothèque.
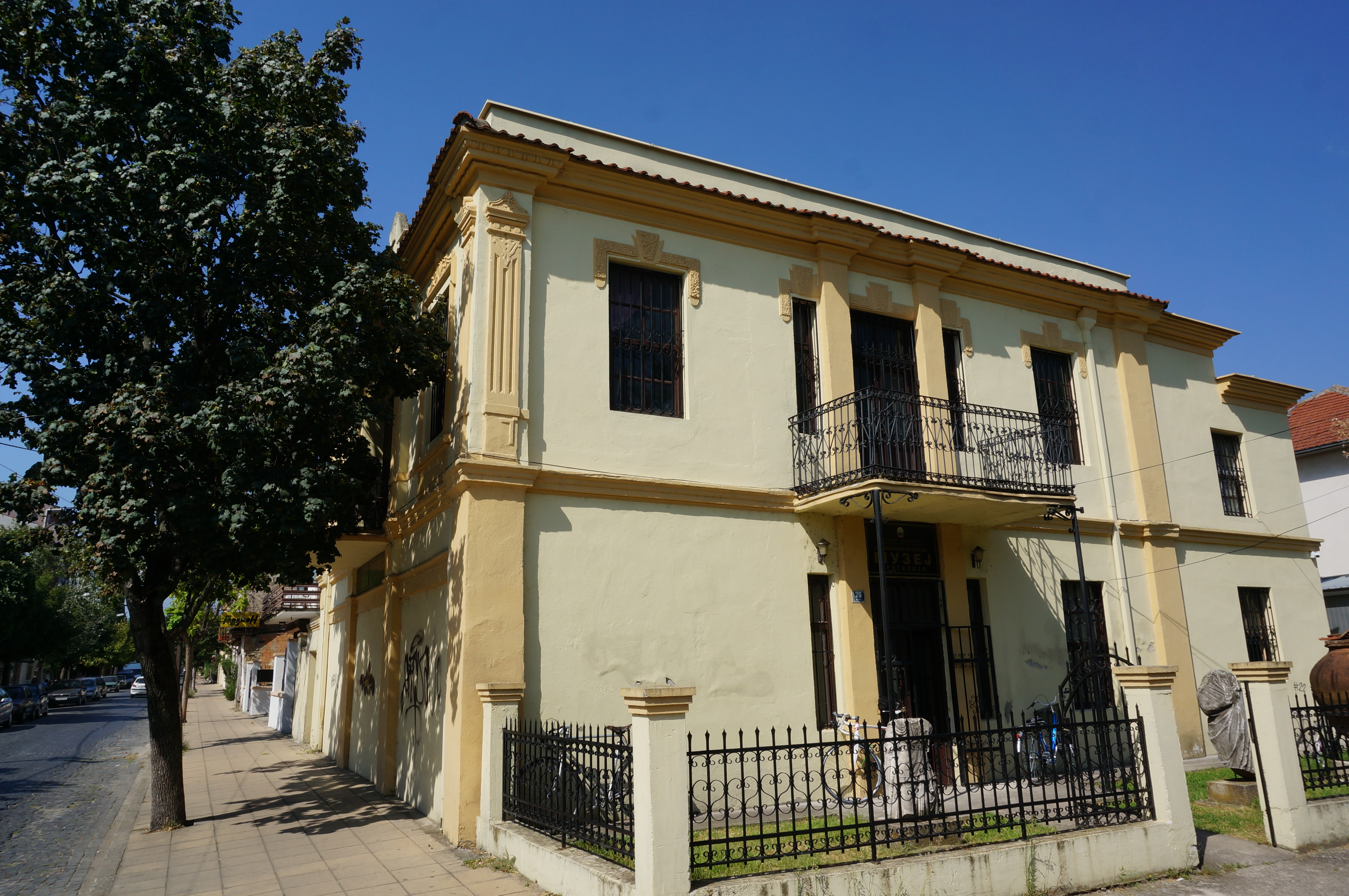
Le musée municipal.
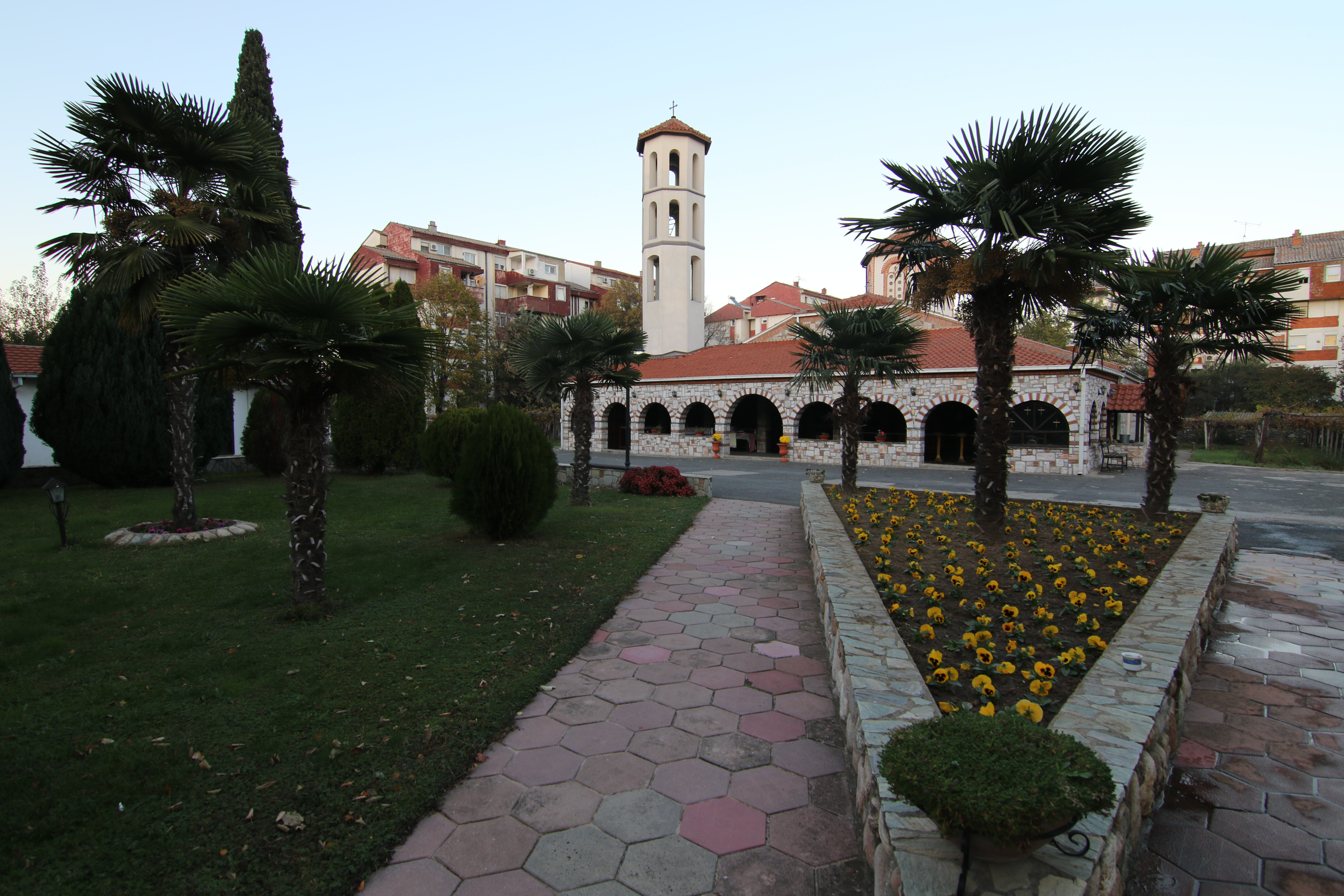
L'église de l'Ascension.
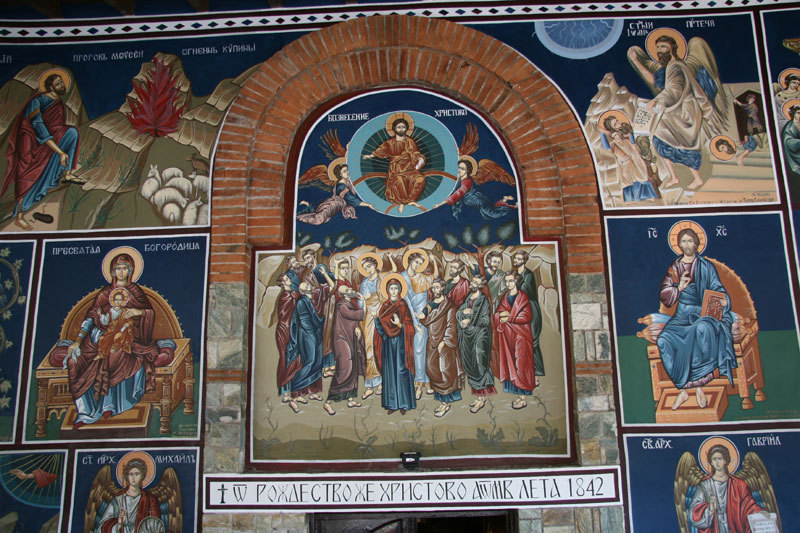
Fresque dans l'église de l'Ascension.
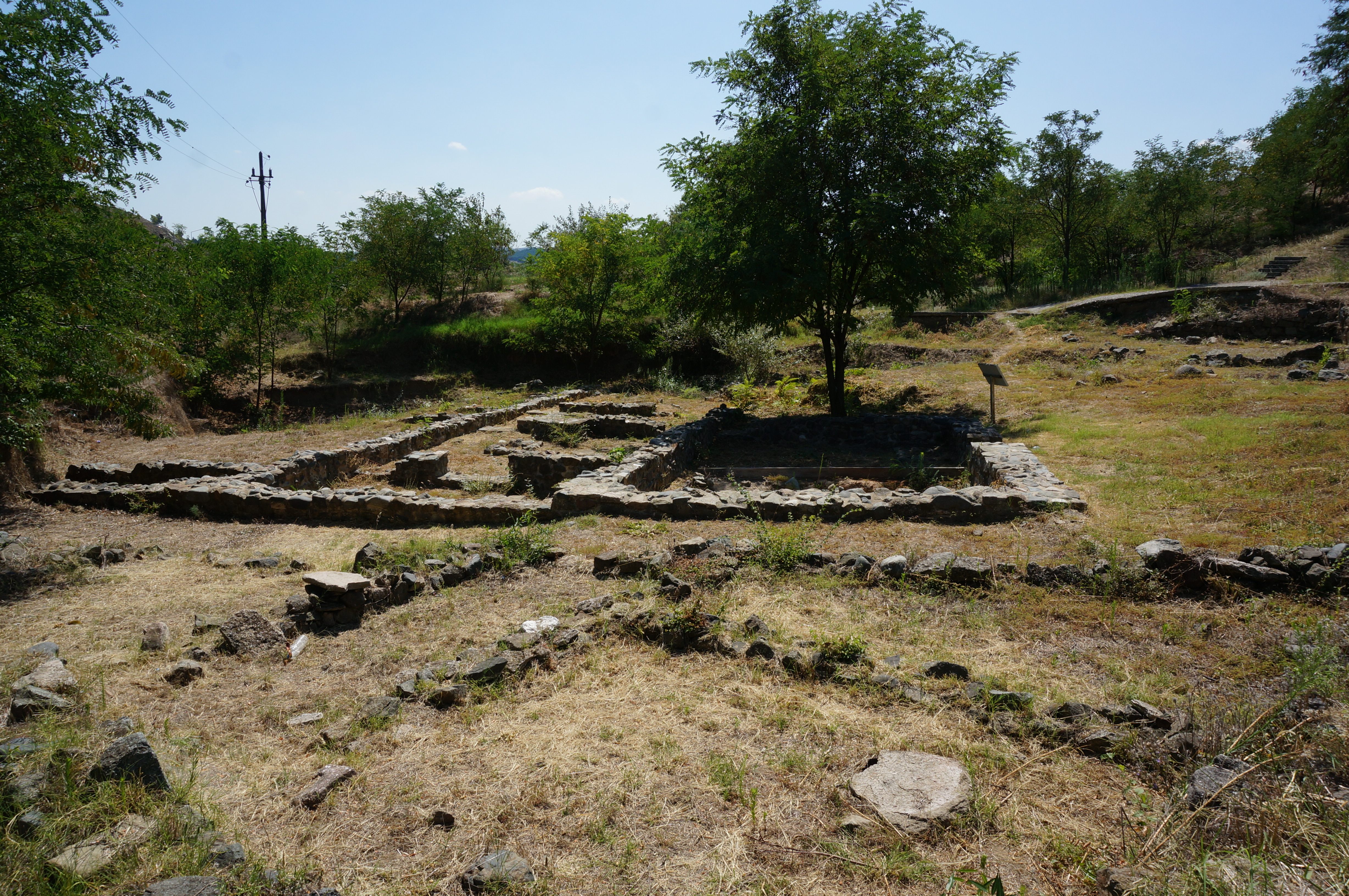
Une vue des fouilles de Vardarki Rid.